# Sportjahr 2012
Liste der Sportjahre

◄◄ | ◄ | 2008 | 2009 | 2010 | 2011 | Sportjahr 2012 | 2013 | 2014 | 2015 | 2016 | ► | ►►

Weitere Ereignisse   · Olympische Spiele

## American Football
- 1. Februar: Die New York Giants gewinnen Super Bowl XLVI in Indianapolis, Indiana, gegen die New England Patriots mit 21:17.
- 21. Juli: Die Calanda Broncos gewinnen mit 27:14 gegen die Raiffeisen Vikings Vienna den Eurobowl XXVI.
- 28. Juli: Die Raiffeisen Vikings Vienna gewinnen den Austrian Bowl XXVIII gegen die Swarco Raiders Tirol mit 48:34.
- 13. Oktober: Die Schwäbisch Hall Unicorns gewinnen den German Bowl XXXIV im Friedrich-Ludwig-Jahn-Sportpark, Berlin, gegen die Kiel Baltic Hurricanes mit 56:53.

## Automobilsport

### Formel-1-Saison
Die Formel-1-Saison 2012 war die 63. FIA-Formel-1-Weltmeisterschaft. Sie umfasste 20 Grand Prix. Sie begann am 18. März in Melbourne und endete am 25. November in Interlagos. Der Deutsche Sebastian Vettel wurde zum dritten Mal Fahrerweltmeister, das Team Red Bull-Renault wurde Konstrukteursweltmeister.

### Rallye-Weltmeisterschaft (WRC)
Die Rallye-Weltmeisterschaft 2012 war die 40. FIA-Rallye-Weltmeisterschaft. Sie wurde am 17. Januar in Monte Carlo gestartet und endete am 11. November in Katalonien. Es wurden 13 Wertungsläufe ausgetragen. Die Franzosen Sébastien Loeb und Beifahrer Daniel Elena gewannen mit dem Citroën DS3 WRC den Weltmeistertitel zum neunten Mal in Folge.

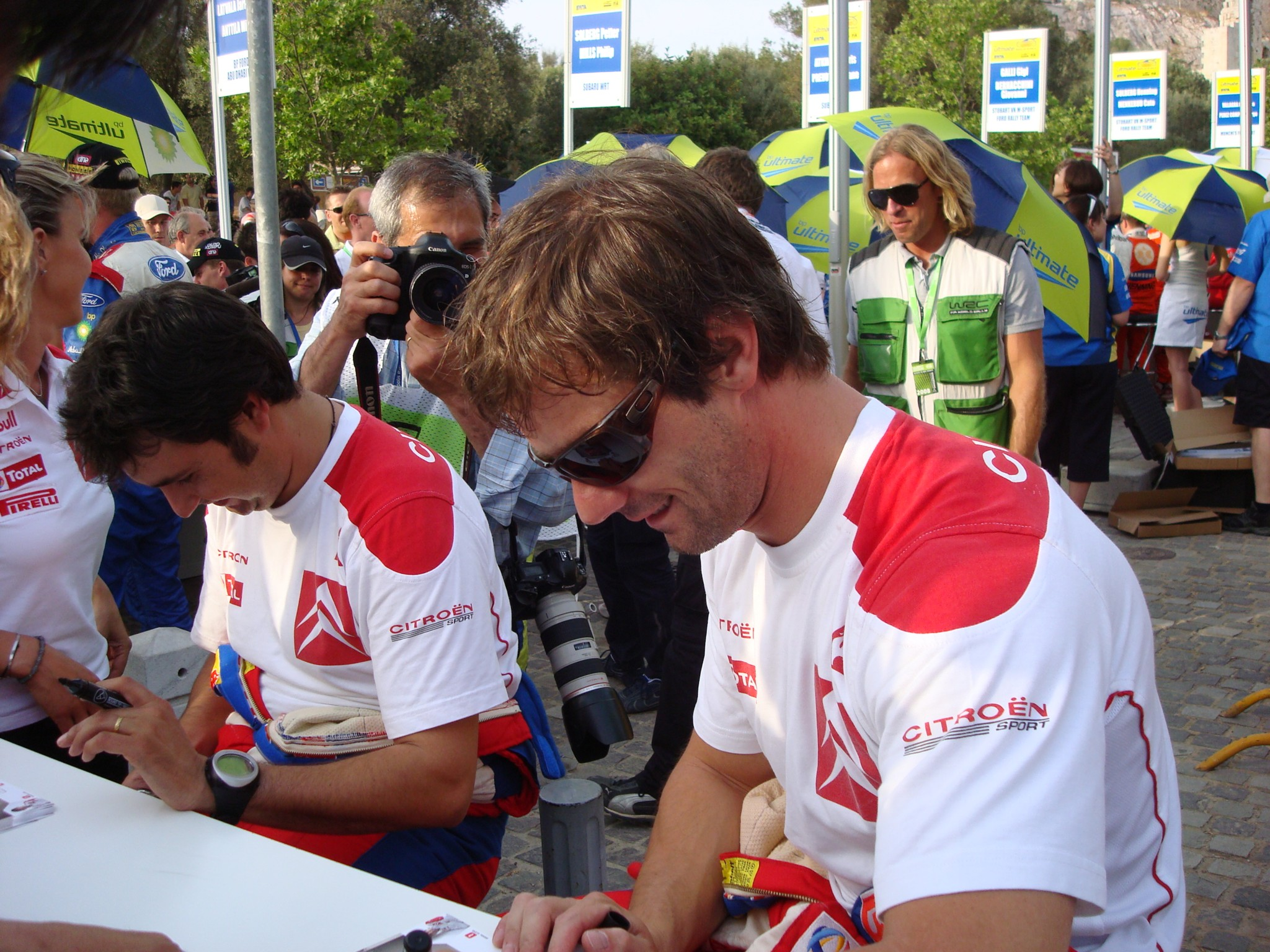
Sébastien Loeb und Daniel Elena

### 24-Stunden-Rennen von Le Mans
Das 80. 24-Stunden-Rennen von Le Mans fand am 16. und 17. Juni 2012 auf dem Circuit des 24 Heures statt. Es siegten Marcel Fässler, André Lotterer und Benoît Tréluyer mit dem Audi R18 e-tron quattro.

### IndyCar Series
Die IndyCar Series 2012 war die 17. Saison der amerikanischen IndyCar Series und die 101. Saison im amerikanischen Monoposto-Sport. Sie begann am 25. März in St. Petersburg und endete am 15. September in Fontana. Ryan Hunter-Reay gewann die IndyCar Series 2012. Dario Franchitti entschied das diesjährige Indianapolis 500 für sich.

### Porsche Supercup
Der Porsche Supercup 2012 war die 20. Saison des Porsche Supercups. Sie umfasste elf Rennen. Die Saison begann am 21. April in Bahrain und endete am 9. September in Monza. Der Deutsche René Rast wurde Meister in dieser Serie.

## Badminton
Höhepunkte des Badmintonjahres 2012 waren das olympische Badmintonturnier, der Thomas Cup und der Uber Cup.

### BWF Super Series
| Veranstaltung       | Herreneinzel    | Dameneinzel    | Herrendoppel                   | Damendoppel                             | Mixed                                       |
| ------------------- | --------------- | -------------- | ------------------------------ | --------------------------------------- | ------------------------------------------- |
| Korea               | Lee Chong Wei   | Wang Shixian   | Cai Yun Fu Haifeng             | Tian Qing Zhao Yunlei                   | Xu Chen Ma Jin                              |
| Malaysia            | Lee Chong Wei   | Wang Yihan     | Fang Chieh-min Lee Sheng-mu    | Christinna Pedersen Kamilla Rytter Juhl | Zhang Nan Zhao Yunlei                       |
| England             | Lin Dan         | Li Xuerui      | Jung Jae-sung Lee Yong-dae     | Zhao Yunlei Tian Qing                   | Tontowi Ahmad Liliyana Natsir               |
| Indien              | Son Wan-ho      | Li Xuerui      | Bodin Isara Maneepong Jongjit  | Jung Kyung-eun Kim Ha-na                | Tontowi Ahmad Liliyana Natsir               |
| Indonesien          | Simon Santoso   | Saina Nehwal   | Lee Yong-dae Jung Jae-sung     | Wang Xiaoli Yu Yang                     | Sudket Prapakamol Saralee Thungthongkam     |
| Singapur            | Boonsak Ponsana | Juliane Schenk | Markis Kido Hendra Setiawan    | Bao Yixin Zhong Qianxin                 | Chen Hung-ling Cheng Wen-hsing              |
| China Masters       | Chen Long       | Wang Yihan     | Chai Biao Zhang Nan            | Bao Yixin Zhong Qianxin                 | Xu Chen Ma Jin                              |
| Japan               | Lee Chong Wei   | Tai Tzu-ying   | Kim Gi-jung Kim Sa-rang        | Poon Lok Yan Tse Ying Suet              | Chan Peng Soon Goh Liu Ying                 |
| Dänemark            | Lee Chong Wei   | Saina Nehwal   | Shin Baek-cheol Yoo Yeon-seong | Ma Jin Tang Jinhua                      | Xu Chen Ma Jin                              |
| Frankreich          | Daren Liew      | Minatsu Mitani | Ko Sung-hyun Lee Yong-dae      | Ma Jin Tang Jinhua                      | Xu Chen Ma Jin                              |
| China               | Chen Long       | Li Xuerui      | Mathias Boe Carsten Mogensen   | Wang Xiaoli Yu Yang                     | Xu Chen Ma Jin                              |
| Hongkong            | Chen Long       | Li Xuerui      | Cai Yun Fu Haifeng             | Tian Qing Zhao Yunlei                   | Zhang Nan Zhao Yunlei                       |
| Super Series Finale | Chen Long       | Li Xuerui      | Mathias Boe Carsten Mogensen   | Wang Xiaoli Yu Yang                     | Christinna Pedersen Joachim Fischer Nielsen |

## Bandy
- 29. Januar bis 5. Februar – 32. Bandy-Weltmeisterschaft in Almaty, Kasachstan

## Basketball
- LeBron James gewinnt mit den Miami Heat in den NBA Finals 2012 gegen die Oklahoma City Thunder seine erste NBA-Meisterschaft.
- Das US-amerikanische Team erzielte bei den Olympischen Sommerspielen in London gegen Nigeria ein Rekordergebnis von 156:73. In diesem Spiel verbuchte Carmelo Anthony in 14 Minuten 37 Punkte, was ebenfalls ein Rekord ist. Zudem überbot das Team USA mit 29 Dreipunktewürfen den bis darin gültigen Rekord um 16.
- Olympiasieger bei den Männern wurde die USA, Zweitplatzierter Spanien und Dritter wurde Russland. Bei den Frauen gewann ebenfalls die USA, Zweiter wurden die Französinnen und den dritten Platz belegte Australien.
- Brose Baskets wird deutscher Meister der Saison 2011/12. Sie waren zudem Meister der regulären Saison.
- Wolfenbüttel Wildcats wird deutscher Frauenmeister der Saison 2011/12.

## Biathlon
- Biathlon-Weltmeisterschaften 2012
- Biathlon-Europameisterschaften 2012

## Cricket
- ICC World Twenty20 2012 vom 18. September bis 7. Oktober 2012 in Sri Lanka

## Darts
- PDC World Darts Championship 2012 vom 15. Dezember 2011 bis 2. Januar 2012 in London
- 35. Darts-Weltmeisterschaft der BDO vom 7. Januar 2012 bis 15. Januar 2012 in Frimley Green

## Eishockey
- 24. April: Die Eisbären Berlin gewinnen die Finalserie der DEL-Play-offs im 5. Spiel gegen Adler Mannheim und werden zum sechsten Mal Meister. Bereits im Spiel 4 hatte Mannheim mit 5:2 geführt, was dererseits den Gewinn der Meisterschaft bedeutet hätte, doch innerhalb von ca. 7 Minuten gleich die Berliner durch 3 Tore aus und gewannen das Spiel anschließend in der Overtime mit 5:6.
- Top Division Turnier der Eishockey-Weltmeisterschaft 2012 vom 04. bis 20. Mai
- 11. Juni: Die Los Angeles Kings gewinnen den Stanley Cup zum ersten Mal in der Mannschaftsgeschichte.

## Fußball
- Fußball-Afrikameisterschaft 2012, 21. Januar bis 12. Februar in Äquatorialguinea und Gabun
- U-17-Fußball-Europameisterschaft 2012, 4. bis 16. Mai in Slowenien
- Fußball-Europameisterschaft 2012, 8. Juni 2012 bis 1. Juli 2012
- Europeada 2012 (Fussball-EM der sprachlichen autochthonen Minderheiten), 16. bis 24. Juni in der Lausitz
- U-17-Fußball-Europameisterschaft der Frauen 2012, 26. bis 29. Juni in der Schweiz
- U-19-Fußball-Europameisterschaft der Frauen 2012, 2. bis 14. Juli in der Türkei
- U-19-Fußball-Europameisterschaft 2012, 3. bis 15. Juli in Estland
- U-20-Fußball-Weltmeisterschaft der Frauen 2012, 18. August bis 8. September in Japan
- U-17-Fußball-Weltmeisterschaft der Frauen 2012, 22. September bis 13. Oktober in Aserbaidschan
- U-19-Fußball-Asienmeisterschaft 2012, 3. bis 17. November in den Vereinigten Arabischen Emiraten
- Fußball-Afrikameisterschaft der Frauen 2012, 4. November bis 18. November in Äquatorialguinea

## Leichtathletik
- 27. Juni bis 1. Juli: Leichtathletik-Europameisterschaften 2012

## Motorradsport

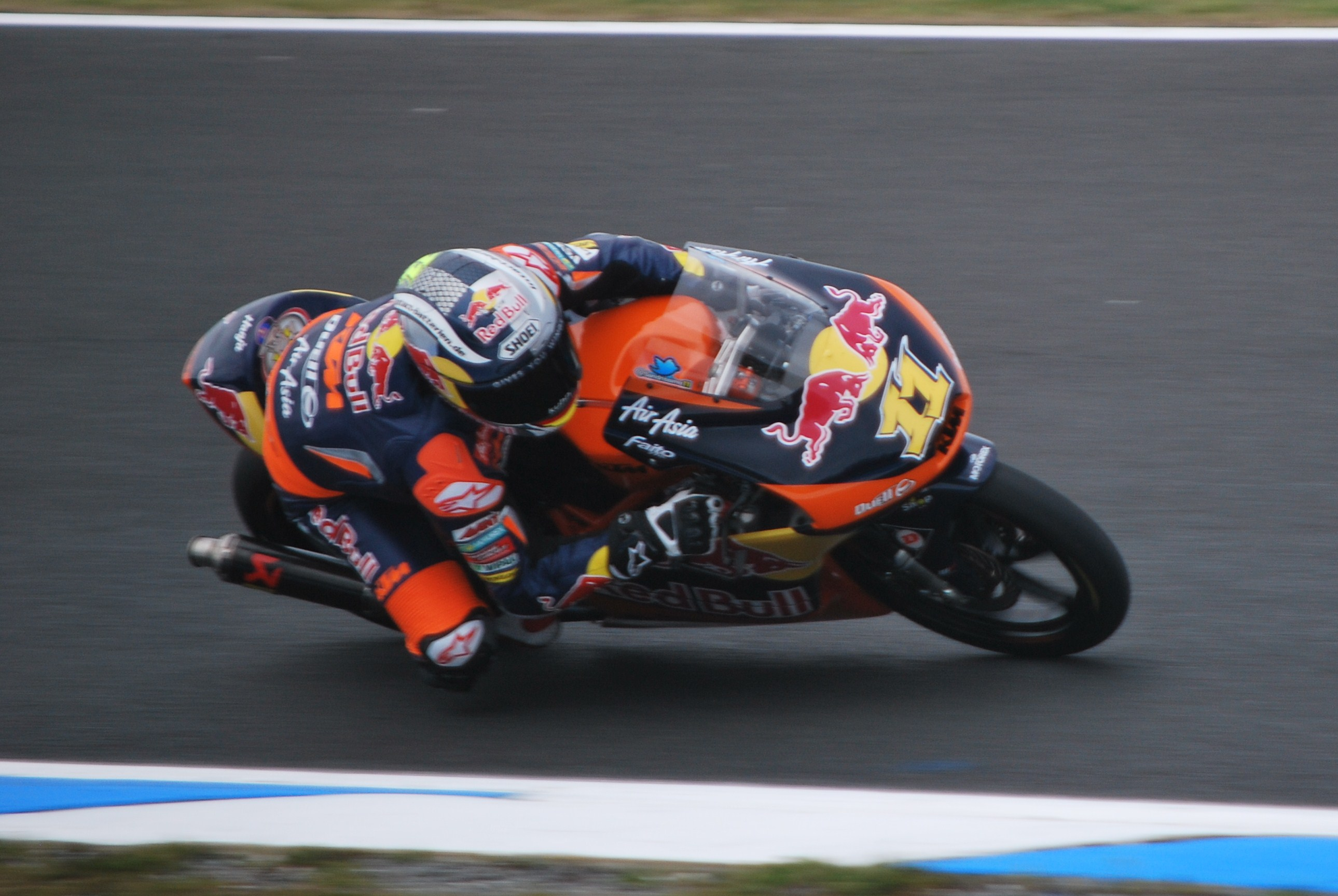
Moto3-Weltmeister Sandro Cortese beim Grand Prix von Australien in Phillip Island.

### Motorrad-Weltmeisterschaft
- Motorrad-Weltmeisterschaft 2012

Zwischen dem 8. April und dem 11. November wurden insgesamt 18 Rennen ausgetragen. Die seit 1949 bestehende 125-cm³-Klasse wurde in dieser Saison durch die Moto3-Klasse ersetzt.

#### MotoGP-Klasse (800 cm³)
- Weltmeister in der MotoGP-Klasse (800 cm³) wird der Spanier Jorge Lorenzo auf Yamaha vor seinem Landsmann Dani Pedrosa und dem Australier Casey Stoner (beide Honda). Für den 25-jährigen Lorenzo ist dies der erste WM-Titel in der Königsklasse und der insgesamt vierte seiner Laufbahn. In der Konstrukteurswertung setzt sich Honda gegen Yamaha und Ducati durch.

#### Moto2-Klasse (600 cm³)
- In Moto2-Klasse gewinnt der 19-jährige Spanier Marc Márquez auf Suter den Titel. Zweiter wird sein Landsmann Pol Espargaró auf Kalex, Dritter der Italiener Andrea Iannone (Speed Up). Für Márquez ist dies der zweite WM-Titel seiner Karriere, nachdem er 2010 125-cm³-Weltmeister wurde. In der Konstrukteurswertung siegt Suter vor Kalex und Speed Up.

#### Moto3-Klasse (250 cm³)
- Den Titel in der erstmals ausgetragenen Moto3-Klasse gewinnt der 22-jährige Deutsche Sandro Cortese auf KTM vor den Spaniern Luis Salom (Kalex-KTM) und Maverick Viñales (FTR-Honda). Für Cortese ist es der erste WM-Titel seiner Karriere. In der Konstrukteurswertung setzt sich KTM vor FTR-Honda und Kalex-KTM durch.

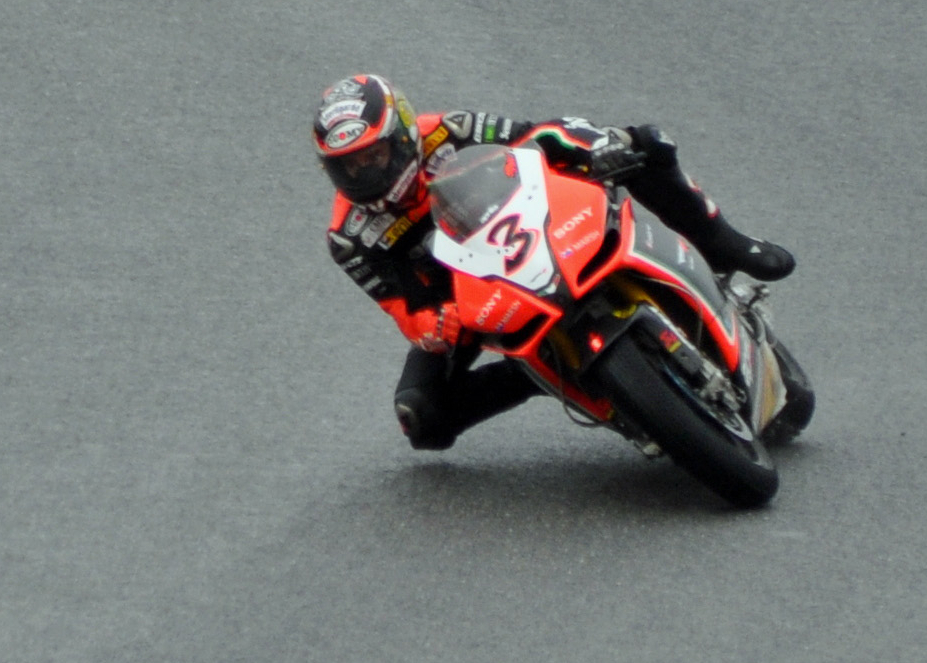
Max Biaggi 2012 auf Aprilia RSV4 Factory.

### Superbike-Weltmeisterschaft
- Der 41-jährige Italiener Max Biaggi gewinnt auf Aprilia RSV4 Factory vor dem Briten Tom Sykes auf Kawasaki ZX-10R und seinem Landsmann Marco Melandri (BMW S1000 RR) die Fahrerwertung. Für Biaggi, der am Saisonende seine Laufbahn beendet, ist dies der zweite Titelgewinn in der Superbike-WM und der insgesamt sechste seiner Karriere. In der Konstrukteurswertung setzt sich Aprilia gegen BMW und Ducati durch und gewinnt seinen zweiten Konstrukteurstitel in dieser Serie.

Details: Superbike-Weltmeisterschaft 2012

### Supersport-Weltmeisterschaft
- Der Türke Kenan Sofuoğlu gewinnt auf Kawasaki ZX-6R vor dem Franzosen Jules Cluzel und dem Briten Sam Lowes (beide Honda CBR600RR) die Fahrerwertung. Für den 28-Jährigen ist dies der dritte Supersport-WM-Titel seiner Karriere. In der Konstrukteurswertung setzt sich Honda gegen Kawasaki und Triumph durch.

Details: Supersport-Weltmeisterschaft 2012

### Internationale Deutsche Motorradmeisterschaft
- IDM-Saison 2012

### Isle of Man TT
- Bei den zwischen dem 2. und 9. Juni ausgetragenen Straßenrennen auf der Isle of Man gewinnt der 40-jährige Engländer John McGuinness auf Honda das Superbike sowie das Superstock-Rennen. In Rennen A der Supersport-Kategorie siegt der Neuseeländer Bruce Anstey (Honda), Rennen B gewinnt der Nordire Michael Dunlop (Yamaha). Im Lauf in der Lightweight-Klasse siegt der 36-jährige Nordire Ryan Farquahr auf Kawasaki und im TT-Zero-Rennen der 40-jährige Engländer Michael Rutter auf MotoCzysz. Das Senior-Rennen, die Königsklasse bei der TT, musste wegen schlechten Wetters mehrmals verschoben und letztendlich abgesagt werden.
- In der Seitenwagen-Klasse gewinnt das einheimische Duo Dave Molyneux / Patrick Farrance auf DMR-Honda beide Rennen. Für den 48-jährigen Molineux sind dies die TT-Siege Nummer 15 und 16 seiner Karriere.

### Motoball-Europameisterschaft
- Motoball-Europameisterschaft 2012, 23. bis 28. Mai in Deutschland

## Schach
- Schacholympiade 2012 vom 27. August bis 10. September in Istanbul: Armenien gewinnt vor Russland und Ukraine.
- Schachweltmeisterschaft 2012 vom 10. bis 30. Mai als Zweikampf zwischen Viswanathan Anand und Boris Gelfand: Anand verteidigt im Tiebreak seinen Weltmeistertitel.
- Bei der Schachweltmeisterschaft der Frauen 2012 im K.o.-System vom 10. November bis 2. Dezember in Chanty-Mansijsk wird Anna Uschenina neue Schachweltmeisterin. Die bisherige Weltmeisterin Hou Yifan schied bereits in der zweiten Runde aus.

## Squash
- Ramy Ashour wird in Doha zum zweiten Mal Weltmeister nach 2008. Im Finale besiegt er seinen ägyptischen Landsmann Mohamed Elshorbagy mit 2:11, 11:6, 11:5, 9:11 und 11:8. Ashour rückte mit diesem Triumph zum Januar 2013 wieder an die Spitze der Weltrangliste. Auf Grand Cayman verteidigt die Malaysierin Nicol David ihren WM-Titel gegen Laura Massaro aus England. Mit 11:6, 11:8 und 11:6 sicherte sich David ihren siebten Titel.
- Die ägyptische Nationalmannschaft der Damen wird im französischen Nîmes Weltmeister. Auch für sie ist es nach 2008 der zweite Titel. Vizeweltmeister wird die Mannschaft aus England, vor Malaysia und Australien.
- Olli Tuominen (Finnland) und Camille Serme (Frankreich) gewinnen jeweils ihren ersten Europameistertitel. Tuominen bezwingt vor heimischem Publikum in Helsinki seinen spanischen Kontrahenten Borja Golán, Serme besiegt Titelverteidigerin Natalie Grinham.
- Simon Rösner gewinnt zum sechsten Mal die deutsche Meisterschaft. In der Weltrangliste erreicht er in diesem Jahr mit Rang 15 die beste Platzierung in seiner Karriere.

## Tennis

### Olympisches Tennisturnier
28. Juli bis 5. August: Olympische Sommerspiele

### Grand-Slam-Turniere
16. bis 29. Januar: Australian Open
27. Mai bis 10. Juni: French Open
25. Juni bis 8. Juli: Wimbledon
27. August bis 9. September: US Open

### World Tour Finals

#### ATP World Tour Finals
5.–11. November: ATP World Tour Finals

#### WTA Tour Championships
23.–28. Oktober: WTA Championships

### World Team Cup
20.–26. Mai: World Team Cup

### Hopman-Cup
| Finale                                   | Begegnung             | Ergebnis |
| ---------------------------------------- | --------------------- | -------- |
| 31. Dezember 2011 bis 8. Januar in Perth | Tschechien Frankreich | 2 0      |

## Geboren
- 11. August: Zheng Haohao, chinesische Skateboarderin

## Gestorben

### Januar
- 10. Januar: Alfred Pyka, deutscher Fußballspieler (* 1934)
- 14. Januar: Giampiero Moretti, italienischer Autorennfahrer und Unternehmer (* 1940)
- 14. Januar: Finn Pedersen, dänischer Ruderer (* 1925)
- 15. Januar: Mika Ahola, finnischer Endurosportler (* 1974)
- 19. Januar: Peter Åslin, schwedischer Eishockeytorwart (* 1962)

### Februar
- 08. Februar: Claude Cahuzac, französischer Fußballspieler (* 1951)
- 09. Februar: Peggy Crowe, US-amerikanische Eisschnellläuferin (* 1956)
- 12. Februar: Gratia Schimmelpenninck van der Oye, niederländische Skirennläuferin (* 1912)
- 16. Februar: John Macionis, US-amerikanischer Schwimmer und Schwimmsportfunktionär (* 1916)
- 27. Februar: Władysław Tajner, polnischer Skispringer und Skisprungtrainer (* 1935)

### März
- 01. März: Alice Arden, US-amerikanische Leichtathletin (* 1914)
- 02. März: Helge Muxoll Schrøder, dänischer Ruderer (* 1924)
- 04. März: Maurice De Muer, französischer Radrennfahrer (* 1921)
- 09. März: Fotis Mavriplis, griechischer Skirennläufer (* 1920)
- 23. März: Péter Pázmándy, schweizerisch-ungarischer Fußballspieler und -trainer (* 1938)
- 24. März: Vigor Bovolenta, italienischer Volleyballspieler (* 1974)

### April
- 14. April: Piermario Morosini, italienischer Fußballspieler (* 1986)
- 15. April: Jenny Olsson, schwedische Skilangläuferin (* 1979)
- 28. April: Stein Johnson, norwegischer Diskuswerfer (* 1921)
- 30. April: Alexander Dale Oen, norwegischer Schwimmer (* 1985)

### Mai
- 04. Mai: Haukur Angantýsson, isländischer Schachspieler (* 1948)
- 25. Mai: Edoardo Mangiarotti, italienischer Fechter (* 1919)
- 30. Mai: Jack Twyman, US-amerikanischer Basketballspieler (* 1934)
- 31. Mai: Mark Midler, sowjetisch-russischer Fechter und Olympiasieger (* 1931)
- 31. Mai: Paul Pietsch, deutscher Automobilrennfahrer und Verleger (* 1911)

### Juni
- 02. Juni: Soini Nikkinen, finnischer Leichtathlet (* 1923)
- 16. Juni: Nils Karlsson, schwedischer Skilangläufer (* 1917)
- 19. Juni: Gerhard Haatz, deutscher Endurosportler (* 1947)

### Juli

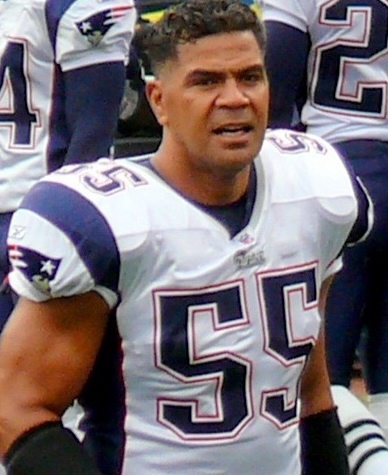
Junior Seau (1969–2012)

- 02. Juli: Junior Seau, US-amerikanischer American-Football-Spieler (* 1969)
- 11. Juli: André Simon, französischer Automobilrennfahrer (* 1920)
- 13. Juli: Günter Graetsch, deutscher Fußballspieler (* 1937)
- 18. Juli: Isidoro Martínez-Vela, spanischer Schwimmer (* 1925)
- 25. Juli: Willi Scheidhauer, deutscher Motorradrennfahrer und Unternehmer (* 1924)

### August
- 01. August: Aldo Maldera italienischer Fußballspieler (* 1953)
- 02. August: Ture Axelsson, finnischer Kanute (* 1921)
- 10. August: Philippe Bugalski, französischer Rallyefahrer (* 1963)
- 23. August: Steve Van Buren, US-amerikanischer American-Football-Spieler (* 1920)
- 30. August: Paul Friedrichs, deutscher Endurosportler (* 1940)

### September
- 09. September: Rudolf Kleiner, Schweizer Eisschnellläufer (* 1924)
- 20. September: Michel Pech, französischer Fußballspieler (* 1946)
- 30. September: Barbara Ann Scott, kanadische Eiskunstläuferin (* 1928)

### Oktober
- 01. Oktober: Gordon Audley, kanadischer Eisschnellläufer (* 1928)
- 09. Oktober: Kenneth Bartholomew, US-amerikanischer Eisschnellläufer (* 1920)
- 10. Oktober: Alex Karras, US-amerikanischer American-Football-Spieler (* 1935)
- 11. Oktober: Helmut Haller, deutscher Fußballspieler (* 1939)
- 17. Oktober: Émile Allais, französischer Skirennläufer (* 1912)
- 18. Oktober: Slater Martin, US-amerikanischer Basketballspieler (* 1925)
- 25. Oktober: Vladimír Kolář, tschechoslowakischer Eiskunstläufer (* 1927)
- 25. Oktober: Emanuel Steward, US-amerikanischer Boxer und Boxtrainer (* 1944)
- 31. Oktober: Konstantin Wyrupajew, sowjetisch-russischer Ringer und Olympiasieger (* 1930)

### November
- 15. November: Luís Carreira, portugiesischer Motorradrennfahrer (* 1976)
- 23. November: Tadeusz Kwapień, polnischer Skilangläufer und Leichtathlet (* 1923)
- 26. November: Rolf Zischeck, deutscher Fußball- und Handballspieler (* 1934)

### Dezember
- 06. Dezember: Bim Diederich, Luxemburger Radsportler (* 1922)
- 12. Dezember: Luciano Negrini, italienischer Ruderer (* 1920)
- 20. Dezember: Albert Renaud, kanadischer Eishockeyspieler und -trainer (* 1920)
- 31. Dezember: Heinz Wackers, deutscher Eishockeytorwart (* 1925)